# Palazzo Primaziale
Il Palazzo Primaziale (in slovacco Primaciálny palác e in ungherese Prímási palota) è un palazzo neoclassico sito nella città Vecchia di Bratislava, capitale della Slovacchia. Venne costruito tra il 1778 e il 1781 dall'arcivescovo József Batthyány, primate del Regno d'Ungheria, su progetto dell'architetto Melchior Hefele (l'arcidiocesi di Esztergom aveva allora sede effettiva a Presburgo, poi rinominata Bratislava, fino a metà del XIX secolo). Nel 1805, la Sala degli Specchi del palazzo, fu testimone della firma della Pace di Presburgo, che mise fine alla guerra della Terza Coalizione. Oggi, è la sede del municipio di Bratislava.

## Storia
Il palazzo e il suo ambiente più famoso, la Sala degli Specchi, ospitarono la firma della Pace di Presburgo, firmata da Giovanni I Giuseppe del Liechtenstein, Ignácz Gyulay e Charles Maurice de Talleyrand-Périgord, nel 1805, dopo la battaglia di Austerlitz, che di fatto pose fine alla terza coalizione. Come risultato della Pace di Presburgo, il Sacro Romano Impero si dissolse, e Francesco II d'Asburgo-Lorena si proclamò imperatore d'Austria; questo è ricordato oggi da un busto in stile romano dell'imperatore sulle scale accanto alla Sala degli Specchi. Le sessioni di apertura della dieta ungherese, convocata nella Biblioteca universitaria, ebbe luogo qui. István Széchenyi offrì il suo reddito annuo per ospitare qui l'Accademia ungherese delle scienze. Qui  Ferdinando V d'Ungheria promosse il primo governo ungherese responsabile (elsõ felelõs magyar kormány) e firmò le leggi di aprile alla presenza di Lajos Batthyány,  Lajos Kossuth, Bertalan Szemere, Ferenc Deák,  Pál Esterházy, István Széchenyi, Lázár Mészáros, József Eötvös e Gábor Klauzál ministri ungheresi.
La città acquistò il palazzo nel 1903. Durante i lavori di ristrutturazione del 1903, venne scoperta, dietro le pareti, una serie sei arazzi di cui si ignorava l'esistenza, illustranti la leggenda di Ero e Leandro e il loro tragico amore. Gli arazzi erano stati tessuti, negli anni 1630, dalla manifattura reale di Mortlake vicino a Londra.
Secondo vecchi giornali ungheresi, nella Sala degli Specchi venivano organizzate conferenze letterarie e serate d'autore, tra le due guerre mondiali.  Ad alcuni di questi eventi parteciparono Zseni Várnai, Aladár Schöpflin, Zsigmond Móricz e Thomas Mann.
Lo studioso Paracelso visse brevemente qui e vi è una targa commemorativa della sua visita.
Il palazzo è stato sede temporanea del Presidente della Slovacchia prima che Palazzo Grassalkovich diventasse la residenza presidenziale permanente nel 1996.
Il palazzo è aperto al pubblico ed è un'attrazione turistica. La famosa Sala degli Specchi, viene utilizzata per le riunioni del consiglio comunale di Bratislava.